# Panheel
Panheel (Limburgs: Panhael) is een dorp in Midden-Limburg (Nederland) in de gemeente Maasgouw. Het wordt ook wel gehucht of een buurtschap van het kerkdorp Heel genoemd. In 2021 telde het 225 inwoners. Vanwege de ligging nabij de A2 zijn er naast bewoning ook bedrijven en fabrieken gevestigd.

## Geschiedenis
Panheel werd voor het eerst schriftelijk vermeld in 1380.  Van onbekende datum tot de inval van de Fransen vormde Panheel een eigen schepenbank. In 1800 werd met de voormalige heerlijkheid Pol een gemeente gevormd met de naam Pol en Panheel. In 1820 werd deze gemeente opgeheven en ging Pol naar Wessem. Vanaf 1821 vormde Panheel met Heel de nieuwe gemeente Heel en Panheel om in 1991 op te gaan in de fusiegemeente Heel om in 2007 op te gaan in de grotere fusiegemeente Maasgouw.
In 1875 werd een kapel gebouwd die 's winters als kerk dienstdeed. In 1929 kwam het Kanaal Wessem-Nederweert gereed en werd ook de Sluis Panheel in gebruik genomen. Panheel heeft de laatste maanden van 1944 sterk te lijden gehad van oorlogsgeweld. Vanaf 1945 vond grindwinning plaats, waardoor Panheel ingesloten raakte door uitgestrekte plassen zoals Boschmolenplas, Sint Antoniusplas, Tesken en Leerke Ven. Ten oosten van Panheel ontstond een bedrijventerrein, Kern Panheel genaamd.

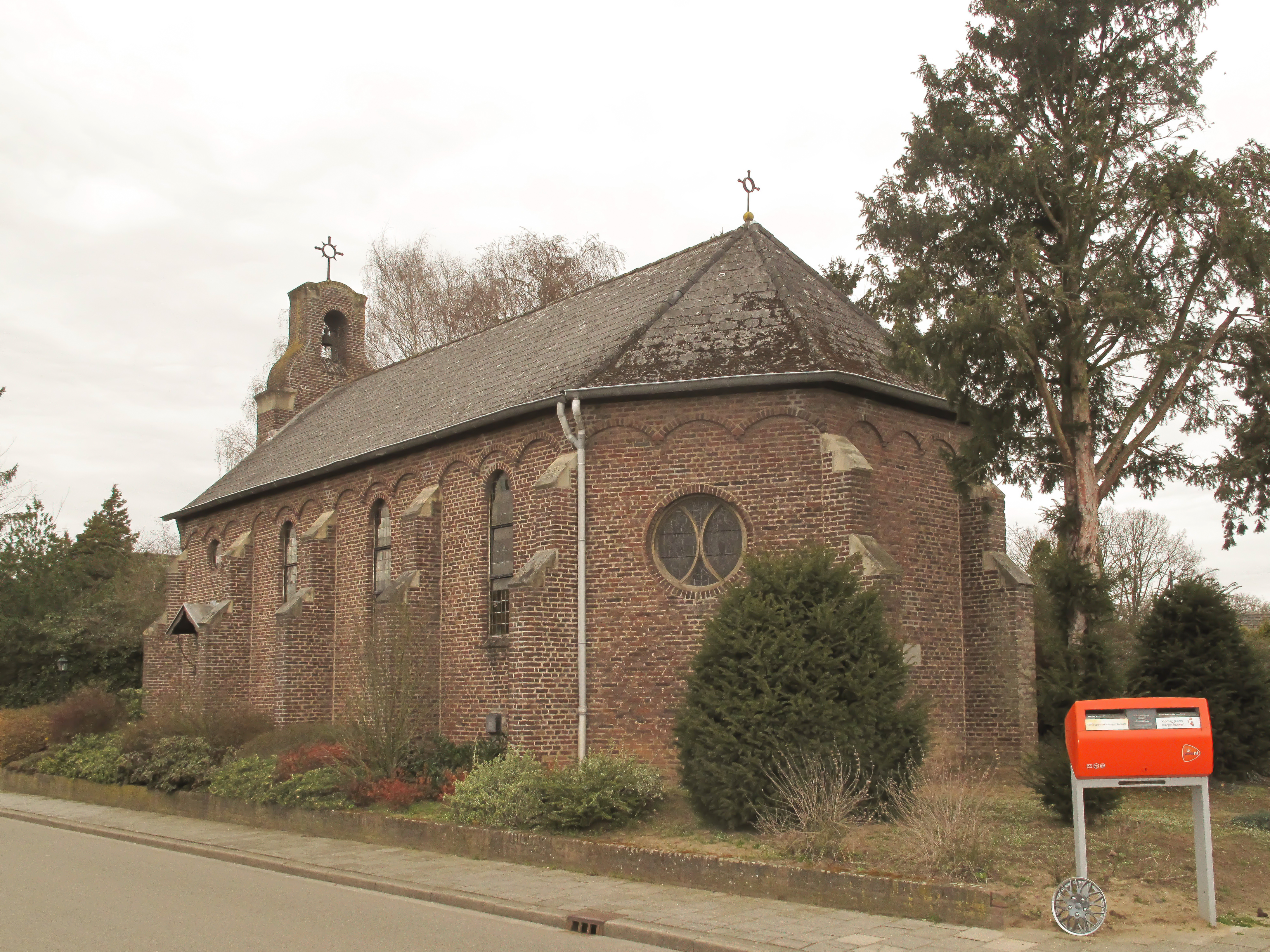
de Onze Lieve Vrouwe van 't Hartkapel

## Bezienswaardigheden
- Het sluizencomplex Panheel in het kanaal Wessem-Nederweert bestaat uit een oude en een nieuwe sluis.
- De Kapel Onze-Lieve-Vrouwe van het Heilig Hart, uit 1947, is een hulpkerk van Heel.
- Sint-Antoniuskapel, een niskapel

## Natuur en landschap
Panheel is geheel door plassen en het kanaal ingesloten. Ten westen van Panheel ligt het natuur- en recreatiegebied Leerke Ven.

## Nabijgelegen kernen
Wessem, Thorn, Ittervoort, Grathem, Heel
Steden en dorpen:
Beegden · Brachterbeek · Heel · Linne · Maasbracht · Ohé en Laak · Panheel · Stevensweert · Thorn · Wessem

Buurtschappen: Baarstraat · Bilt · Brandt · Eiland · Osen · Pol · Santfort (deels) · Weerd

Voormalige gemeenten: Heel · Maasbracht · Thorn

Limburg: Steden en dorpen      Nederland: Provincies · Gemeenten